# Hr.Ms. Alkmaar (1983)
De Hr.Ms. Alkmaar (M 850) was een Nederlandse mijnenjager van de Alkmaarklasse en het tweede schip, bij de Nederlandse marine, dat vernoemd is naar de Noord-Hollandse stad Alkmaar. Het schip is gebouwd door de scheepswerf Van der Giessen-de Noord in Alblasserdam.
De Alkmaar is samen met de Harlingen, Scheveningen, Dordrecht en Delfzijl op 24 augustus 2005 verkocht aan de Baltische staat Letland voor een totaalbedrag van 57 miljoen euro, wat dus neerkomt op een bedrag van 11,4 miljoen per schip.